# Pirfenidone
Il pirfenidone è un farmaco sviluppato da InterMune Inc. per il trattamento della fibrosi polmonare idiopatica. Nel 2011 è stato approvato in Europa per il trattamento della fibrosi polmonare idiopatica (IPF) con il nome commerciale Esbriet.
Il farmaco inibisce la produzione di collagene e la proliferazione dei fibroblasti. Esso ha dimostrato proprietà antifibrotiche e anti-infiammatorie in una varietà di modelli animali di fibrosi polmonare, e in vari studi clinici.

## Meccanismo di azione
Il pirfenidone ha evidenziato chiare proprietà antifibrotiche e antinfiammatorie sia in vitro che in vivo. Numerosi studi mostrano che il pirfenidone riduce la proliferazione dei fibroblasti, inibisce la produzione di collagene stimolata dal fattore di crescita trasformante beta (TGF-β) e riduce la produzione di mediatori fibrogenici come il TGF-β. Il pirfenidone ha inoltre proprietà di riduzione della produzione di mediatori della infiammazione come il TNF-α e l'interleuchina IL-1β in colture di cellule isolate da mononucleati del sangue periferico.

## Studi preclinici
In studi sperimentali su modelli animali il pirfenidone ha mostrato di possedere un'attività sistemica antifibrotica e di ridurre gli indici biochimici ed istopatologici di fibrosi a carico del polmone, fegato, cuore e reni.

Il pirfenidone ha dimostrato un consistente effetto antifibrotico in diversi modelli animali di fibrosi polmonare. Fra questi il modello di bleomicina è il più diffuso modello di fibrosi polmonare. La somministrazione di bleomicina determina uno stress ossidativo e un'infiammazione acuta che evolve verso la comparsa di fibrosi polmonare in un certo numero di specie animali, e fra queste segnatamente il topo ed il criceto.

Numerosi studi hanno dimostrato che il pirfenidone attenua la fibrosi polmonare indotta dalla bleomicina.

Uno studio ha esaminato l'effetto del pirfenidone per un periodo di 42 giorni dopo la somministrazione ripetuta bleomicina. La somministrazione di pirfenidone ha minimizzato l'edema polmonare e la fibrosi polmonare quando il trattamento è stato avviato in concomitanza con i danni ai polmoni. In questo studio si è dimostrato che il trattamento con pirfenidone normalizza l'espressione di proteine pro-infiammatorie e fibrogeniche. Simili riduzioni della fibrosi polmonare sono state osservate quando il trattamento con pirfenidone è stato ritardato fino alla comparsa di una fibrosi polmonare progressiva.

L'effetto antifibrotico del pirfenidone è stato dimostrato anche in modelli animali di fibrosi cardiaca, renale, ed epatica. In questi modelli, pirfenidone dimostrato una capacità costante di ridurre la fibrosi e l'espressione di mediatori fibrogeniche.

## Farmacocinetica
Dopo somministrazione per via orale il pirfenidone viene ben assorbito dal tratto gastrointestinale. La concomitante assunzione di cibo ne riduce l'assorbimento. Il farmaco si lega per il 60% circa con le proteine plasmatiche ed in particolare con l'albumina Circa il 50% della sostanza viene ad essere metabolizzata ad opera del citocromo P450 1A2 (CYP1A2) in 5-carbossipirfenidone, il metabolita inattivo. Circa l'80% della dose somministrata viene escreta con le urine entro 24 ore dalla assunzione.

## Studi clinici nella fibrosi polmonare idiopatica
L'efficacia clinica di pirfenidone è stata valutata in tre studi clinici su pazienti affetti da fibrosi polmonare idiopatica, in fase III, randomizzati, in doppio cieco e controllati con placebo.
Il primo trial clinico in fase III è stato eseguito per valutare l'efficacia e la sicurezza di pirfenidone nel trattamento di pazienti con IPF, ed è stato condotto in Giappone. In questo studio multicentrico, randomizzato, in doppio cieco, 275 pazienti con IPF sono stati assegnati in modo casuale a ricevere pirfenidone 1800 mg/die (110 pazienti), pirfenidone 1200 mg/die (56 pazienti) o placebo (109 pazienti), per 52 settimane. Pirfenidone, al dosaggio di 1200 o 1800 mg/die, confrontato con il placebo riduceva il calo medio della capacità vitale dei pazienti, rispetto ai loro valori basali, alla 52ª settimana. La sopravvivenza, libera da qualsiasi progressione di malattia, si è dimostrata migliorata in chi assumeva pirfenidone rispetto al placebo.

Gli studi CAPACITY (004 e 006), sono stati studi randomizzati, in doppio cieco, controllati con placebo, di fase III, ed hanno coinvolto undici paesi in Europa, Nord America e Australia.
I pazienti affetti da fibrosi polmonare idiopatica (IPF) sono stati assegnati in modo casuale al trattamento con pirfenidone orale o placebo per un minimo di 72 settimane. Nello studio 004, pirfenidone ha ridotto il declino della capacità vitale forzata (FVC) in modo statisticamente significativo (p = 0.001).
Il decremento medio della FVC alla 72ª settimana è stato -8,0% (deviazione standard (DS) 16,5) nel gruppo che assumeva pirfenidone 2403 mg/die contro il -12,4% (DS 18.5) nel gruppo che assumeva placebo, con una differenza del 4,4% (95% intervallo di confidenza (IC) 0,7-9,1). Trentacinque pazienti (20%) su 174 contro 60 pazienti (35%) su 174, rispettivamente, ha avuto un calo della FVC pari almeno al 10%.
Nello studio 006, la differenza tra i due gruppi, sempre in termini di variazione della FVC, alla 72ª settimana non risultava significativa (p = 0,501). La variazione media della FVC alla 72ª settimana è stata -9,0% (DS 19.6) nel gruppo pirfenidone e -9,6% (DS 19,1) nel gruppo placebo. La differenza tra i due gruppi nel previsto declino della FVC, alla 72ª settimana, non appariva significativa (0,6%, 95% IC da -3.5 a 4.7).

Una recente review della Cochrane Collaboration ha concluso che pirfenidone sembra migliorare la sopravvivenza libera da progressione di malattia, mentre la sua efficacia nel migliorare la funzione polmonare nei pazienti con IPF sembra essere decisamente minore.

Interessanti anche studi randomizzati che hanno confrontato farmaci non-steroidei versus placebo o steroidi in soggetti adulti affetti da IPF. In particolare vi è stata una review di quattro studi clinici con trattamento a base di pirfenidone, e controllati versus placebo (per un totale di 1155 pazienti arruolati).

Il risultato della meta-analisi ha mostrato che pirfenidone riduce significativamente il rischio di progressione della malattia di circa il 30%. Inoltre, una meta-analisi di due studi giapponesi ha confermato l'effetto benefico di pirfenidone sulla variazione della capacità vitale (VC)dal basale rispetto al placebo.
In Italia il pirfenidone è ammesso dal Servizio Sanitario Nazionale secondo uno schema di Rimborso condizionato dei farmaci; in particolare il centro prescrittore pagherà solo per i pazienti che hanno risposto alla terapia "success fee".